# Polypodium praetermissum
Polypodium praetermissum là một loài thực vật có mạch trong họ Polypodiaceae. Loài này được Mickel & Tejero mô tả khoa học đầu tiên năm 2004.